# Крайльсгейм, Фридрих Крафт фон
Фридрих Август Эрнст Густаф Кристоф Крафт фон Кра́йльсгейм (нем. Friedrich August Ernst Gustav Christoph Krafft von Crailsheim; 15 марта 1841, Ансбах — 13 февраля 1926, Мюнхен) — баварский государственный деятель. Председатель правительства Баварии в 1890—1903 годах. В 1901 году получил графский титул.

## Биография
Фридрих Крафт фон Крайльсгейм — представитель дворянского рода Крайльсгеймов, сын старшего лейтенанта баварской армии Рихарда фон Крайльсгейма и его супруги Сабины, урождённой фон Цумпф. У Фридриха Крафта было две старших сестры Юлия и Лаура. Отец Рихард фон Крайльсгейм умер, когда мальчику ещё не исполнилось и двух лет.
Фридрих Крафт фон Крайльсгейм обучался в ансбахской гимназии и в 1858 году окончил её лучшим учеником. Обучался в Эрлангенском университете, затем перешёл в Лейпцигский университет и позднее в Цюрихский университет. Первый государственный экзамен на юриста успешно сдал в Эрлангене в 1862 году. В том же году женился на баронессе Луизе фон Линденфельс.
В 1870 году Крайльсгейм поступил на службу в баварское министерство торговли. С 1 января 1872 года служил в министерстве королевского дома и внешних сношений, где сделал стремительную карьеру. В 1880 году Фридрих Крафт фон Крайльсгейм был назначен министром иностранных дел Баварии. В 1890 году сменил умершего Иоганна фон Луца на посту председателя Совета министров Баварии. Вместе с Луцем Крайльсгейм сыграл значительную роль в отречении короля Людвига II и за это на некоторое время лишился свободы. Крайльсгейм служил советником принц-регента Баварии Луитпольда.